# Barger-Compascuum
Barger-Compascuum (Drents: Barger-Compas, plaatselijk: 't kompas ([tkʊmpɑs]) of 't ol kompas ([tɔːl kʊmpɑs])) is een dorp in de Nederlandse provincie Drenthe, gemeente Emmen.

## Geografie
Barger-Compascuum is een veenkolonie in het uiterste oosten van de provincie, tegen de Duitse grens. In tegenstelling tot de meeste veenkoloniën in het gebied is het een vrij compact dorp met weinig lintbebouwing. Doordat het dorp lange tijd vrij geïsoleerd lag, is het nog altijd een hechte gemeenschap.
Het dorpsgebied van Barger-Compascuum bestaat uit een combinatie van landbouwgebied (veenontginningen) en natuurgebied. Tot de laatste categorie behoort niet alleen Berkenrode, maar ook het Oosterbos en het aangrenzende ontwikkelingsproject Landgoed Scholtenszathe. Tussen beide grote natuurgebieden in ligt de buurtschap Klazienaveen-Noord, dat ook onder Barger-Compascuum valt. Buiten het dorpsgebied valt het tuinbouwgebied van Klazienaveen ten zuidwesten van Barger-Compascuum.

## Bezienswaardigheden
De belangrijkste bezienswaardigheid in het dorp is het Veenpark. Hier wordt de geschiedenis van het veengebied en de veenkoloniën verteld: van het moeras, via de plaggenhutjes en de turfgravende veenarbeiders, naar het ontstaan van de dorpen. Tot slot komt ook de geschiedenis van de landbouw aan bod, die na het voltooien van de vervening ontstond.
Er bevindt zich ook de korenmolen De Berk. Met een smalspoortreintje is niet alleen het hele park, maar ook het aangrenzende hoogveenreservaat Berkenrode van Staatsbosbeheer te bereiken.
Tot 2024 bevond zich in het park het Harmonium Museum Nederland

## Voorzieningen
In Barger-Compascuum staat de rooms-katholieke Sint-Josephkerk uit 1924, een ontwerp van Jos Cuypers en diens zoon Pierre Cuypers jr.. Daarnaast heeft het dorp een rooms-katholieke basisschool, sportvelden voor voetbalclub VV SVBC en handbalclub HVC, diverse winkels en horecagelegenheden. Het dorp kent daarnaast een uitbundig verenigingsleven.

## Geschiedenis
Het gebied waar nu Barger-Compascuum ligt, was eeuwenlang een woest en moeilijk begaanbaar hoogveengebied, dat onderdeel uitmaakte van het 50.000 hectare grote Bourtangermoeras. In de Middeleeuwen kregen de boeren van de Duitse zanddorpen Ober- en Niederlangen en Altharen aan de andere kant van de grens, van de bisschop van Münster (het toenmalig 'staatshoofd' in wat nu het Eemsland is) het recht om hun schapen gezamenlijk te laten weiden in het gebied tot aan de Runde. De Runde was een belangrijk veenriviertje ten westen van het huidige Barger-Compascuum, dat uitmondde in het Zwarte Meer. Tot in de negentiende eeuw heeft er onenigheid bestaan tussen de Drenten en de Hannoveranen (het Eemsland hoorde bij het Koninkrijk Hannover) over de grens tussen de Duitse en de Nederlandse gebieden. Een enkele keer kwam het zelfs tot massale vechtpartijen in het veen tussen Drentse en Eemslandse boeren. Dit ondanks het bestaan van grensverdragen, waarin het beweiden was geregeld. Dit werd omschreven met het Latijnse woord compascere, dat gezamenlijk beweiden betekent. De namen Emmer-Compascuum en Barger-Compascuum duiden er dus op, dat zich hier de gezamenlijke weide van de marke van Emmen resp. Noordbarge bevond. In het Traktaat van Meppen van 1824 werd de staatgrens tussen de Nederlandse en Duitse gebieden min of meer vastgelegd. De definitieve scheiding van de compascuum voltrok zich echter pas in 1867. Doordat tegelijkertijd het verbod op het bouwen van woningen met een 'stookplaats' werd opgeheven, kon het grensgebied bewoond worden.
Ondertussen waren rond 1861 de eerste bewoners al in het gebied neergestreken. Zij waren grotendeels afkomstig uit het Eemsland (Hannoveranen), maar er waren ook kolonisten uit Drenthe (Coevorden), Groningen en zelfs uit Overijssel bij. De overgrote meerderheid van hen was katholiek, wat de katholieke achtergrond van het dorp verklaart. Na een inventarisatie van het aantal katholieken door de pastoor van Erica, waar Barger-Compascuum onder viel, werd in 1873 in het dorp een eigen parochie opgericht. Na een jaar missen te hebben gehouden in een schuurkerk met strodak, werd in 1874 een houten 'veenkerk' gebouwd, die tot de ingebruikname van de huidige kerk in 1924 dienst zou doen. Door de katholieke achtergrond van  Barger Compascuum staat het dorp tijdens carnaval 6 dagen volledig in het teken van het zottenfeest. Tijdens carnaval wordt Barger Compascuum omgedoopt tot Stiekelstad. Typerend voor Stiekelstad zijn de grote praalwagens die op carnavalszaterdag door het dorp heen trekken. Op carnavalsmaandag (Rosenmontag) wordt dit nog eens gedaan maar dan zijn ook praalwagens uit de regio te aanschouwen. Carnaval in Barger Compascuum  wordt al vanaf 1965 georganiseerd door carnavalsvereniging Het Stiekelzwien en viert in 2020 het 55-jarig jubileum.

## Geboren in Barger-Compascuum
- Albert Hermelink (1898-1983), bisschop van Tandjung-Karang
- Jan Heine (1914-2000), priester en ereprelaat
- Ben Feringa (1951) , Hoogleraar organische chemie Rijksuniversiteit Groningen (sinds 1988); winnaar Spinozaprijs 2004 en Nobelprijs 2016 (voor scheikunde)
- Henk Robben (1952), politicus
- Leon Moorman (1990), zanger